# Musée Glinka
Le musée pan-russe de la culture musicale M.I. Glinka est un musée de Moscou qui se trouve 4, rue Fadeïeva. La vocation du musée est de conserver et présenter des archives et objets en lien avec la musique. Il comprend six filiales: le musée-appartement d'Alexandre Goldenweiser, le musée-appartement de Nikolaï Golovanov, la maison de Fiodor Chaliapine, le musée Serge Prokofiev, le musée « Tchaïkovski à Moscou », et enfin la maison-musée de Sergueï Taneïev, en cours d'aménagement.
Le fonds du musée rassemble plus d'un million d'unités, aussi bien des instruments, que des photographies, tableaux, objets d'art, manuscrits, partitions, disques, livres, etc. On peut remarquer des peintures, principalement des décors de théâtre, de Nicolas Roerich, Constantin Korovine, Fiodor Fedorovski, Alexandre Louchine, Vadim Roundine, Boris Messerer, ou Valery Loewenthal.
Le musée comprend aussi des manuscrits, des lettres et des partitions de musiciens russes ou étrangers, qui peuvent être étudiés par les chercheurs. On peut distinguer ceux de Glinka, Borodine, Moussorgski, Tchaïkovsky, Rimsky-Korsakov, Scriabine, Prokofiev, Chostakovitch, et aussi ceux de Rossini, Beethoven, Liszt ou de Brahms.
Deux expositions se tiennent en permanence au musée. Il s'agit de l'exposition des instruments de musique des peuples du monde, et de l'exposition de trois siècles de musique russe. Des séries de concerts publics, des conférences, des festivals, etc. ont lieu aussi régulièrement.
Le musée est ouvert aux chercheurs et publie des ouvrages, brochures, livres, périodiques sur l'histoire de la musique, la recherche musicale et iconographique.

## Historique du musée
Le musée a été fondé en 1912 et se trouvait au conservatoire de Moscou. Il a ensuite déménagé Gueorguievski péréoulok en 1964, jusque dans les années 1980, lorsqu'a été construit le bâtiment actuel qui comprend une salle de concert, avec un orgue issu de la firme allemande Schuke, de Potsdam. Les salles d'exposition permanente ont été ouvertes au public en 1985. Il a pris son nom actuel en 1954 pour le jubilé des 150 ans de Glinka.